# Административна сграда
Административните сгради са вид сгради, които се използват главно за разполагане на офисни помещения.
Отделни части от административните сгради могат да се използват и с други цели – търговски обекти, малки складови или производствени площи и други. В тях се извършва основната дейност на повечето държавни институции, както и на стопански предприятия, най-вече в сектора на услугите – банки, колцентрове, изследователски институти, проектантски бюра, софтуерни разработчици, издатели, застрахователни компании и т.н.